# 日本オルタナティブスクール協会
日本オルタナティブスクール協会（にほんオルタナティブスクールきょうかい）は、東京都千代田区に本部を置く通信制高等学校に在籍する生徒の支援のために設けられた全日制のサポート校が集まった団体である。
団体名はオルタナティブスクール（一般校とは異なる全ての学校、あるいは中退の危機にある学生のための学校）と言うが、対象としているのは通信制サポート校のみである。

## 沿革
- 1996年 全国通信制サポート校協議会として設立
- 2000年 現名に改称　通称をJASAとする

## 事務局所在地
- 東京都千代田区九段南3-4-17

## 会員校
- 渋谷高等学院
- 東京共育学園高等部
- さくら国際高等学校 東京校
- 東京文理学院高等部
- 日本文理学院高等部
- 東京自由学院
- 代々木高等学院
- 東京国際音楽療法専門学院高等部